# Батыркай Иткинин
Батыркай Иткинин (баш. Батырҡай Иткинин) — башкирский предводитель Крестьянской войны 1773—1775 годов, так называемый «пугачёвский полковник».

## Биография
Родился в деревне Усть-Тунтор Гайнинской волости Осинской дороги (в настоящее время — Бардымский район Пермской области).
В конце 1773 года примкнул к крестьянскому восстанию, получив от Ивана Зарубина манифест Пугачёва и звание полковника. Действовал на северо-западе Башкирии. Первоначально возглавлял отряд в качестве сотника. 22 декабря вместе с атаманом Абдеем Абдулловым без боя взял Осу и выдвинулся к Кунгуру. 26 декабря он направил сообщение городским властям, предлагая сдаться. В этот период к отрядам восставших присоединяются крестьяне Кунгурского уезда — татары, башкиры, русские. Совместно они захватываю местные поселения, включая Ашапский завод, Бымовский завод, Юговский (Кнауфский) завод, острог Степановский, сёла Старый Посад, Тихвинское, Степановский острожек. В Осе и на Юговском заводе Иткинин организовал отряды самообороны и обеспечил снабжение своих сил.
27 января Кунгур покинул воевода Миллер, и оборону города взяли в свои руки местные купцы, которые за щедрое вознаграждение привлекли на свою сторону значительные силы. Иткинин снова предложил сдать город к 1 января 1774 года, обещая не учинять разбоя, однако его предложение не было принято. 4 января состоялся штурм: башкиры Иткинина и Канзафара Усаева пошли на приступ, а затем отступили. Брошенный в погоню отряд попал в засаду, но решительного перелома не наступило. Последующие штурмы, в том числе после прибытия к городу Салавата Юлаева, также не дали результата. К 19 января отряд Иткинина покинул окрестности Кунгура, предположительно вернувшись в родную волость для защиты своих деревень от карательных отрядов.
Осенью 1775 года отряд Иткинина действовал на территории Сибирской дороги. Он продолжал сопротивление до глубокой осени, когда часть башкир отказалась от борьбы и присягнула в верности российским властям. Дальнейшая судьба неизвестна.